# Municipio de Petatlán
El municipio de Petatlán es uno de los 85 municipios que conforman al estado de Guerrero. Forma parte de la región de la Costa Grande y su cabecera es la ciudad de Petatlán.

## Geografía

### Localización y extensión
El municipio de Petatlán se localiza en la costa del este-suroeste del estado de Guerrero, en la región geo-económica de Costa Grande y en las coordenadas geográficas 17°18´ y 17°57´ de latitud norte y 100°53´y 101°30´ de longitud oeste. Su superficie territorial es de 2,071.7 km² equivalentes a un 3.25% de la superficie total de la entidad.

### Límites municipales
Tiene límites administrativos con los siguientes municipios y/o accidentes geográficos, según su ubicación:
| Noroeste: Zihuatanejo de Azueta | Norte: Coyuca de Catalán | Nordeste: Coyuca de Catalán |
| Oeste: Zihuatanejo de Azueta    |                          | Este: Técpan de Galeana     |
| Suroeste: Océano Pacífico       | Sur: Océano Pacífico     | Sureste: Técpan de Galeana  |

## Demografía

### Población
Según el II Conteo de Población y Vivienda efectuado por el Instituto Nacional de Estadística y Geografía (INEGI) en 2005, el municipio de Petatlán contaba hasta ese año con un total de 44.485 habitantes, de los cuales, 21.969 eran hombres y 22.516 eran mujeres.

### Localidades
En el censo de 2020 el municipio de Petatlán contaba con 209 localidades.
| Código INEGI      | Localidad         | Población (2020) |
| ----------------- | ----------------- | ---------------- |
| 120480001         | Petatlán          | 23 363           |
| 120480178         | San Jeronimito    | 6 993            |
| 120480068         | Coyuquilla Norte  | 1 889            |
| 120480139         | Palos Blancos     | 1 523            |
| Otras localidades | Otras localidades | 10 815           |
| Total municipal   | Total municipal   | 44 583           |